# L'Emprise
L'Emprise es el duodécimo álbum de estudio de la cantante francesa Mylène Farmer, publicado el 25 de noviembre de 2022 por la compañía Stuffed Monkey.

## Lista de canciones
| N.º | Título                                       | Letras        | Música                                          | Productor(es)           | Duración |  |
| 1.  | «Invisibles»                                 | Mylène Farmer | Yoann Lemoine                                   | Woodkid                 | 3:35     |  |
| 2.  | «À tout jamais»                              | Mylène Farmer | Yoann Lemoine                                   | Woodkid, Tepr           | 3:46     |  |
| 3.  | «Que l'aube est belle»                       | Mylène Farmer | Yoann Lemoine                                   | Woodkid                 | 5:08     |  |
| 4.  | «L'Emprise»                                  | Mylène Farmer | Yoann Lemoine                                   | Tepr, Woodkid           | 3:54     |  |
| 5.  | «Do You Know Who I Am»                       | Mylène Farmer | Darius Keeler                                   | Archive, Jérôme Devoise | 4:03     |  |
| 6.  | «Rallumer les étoiles»                       | Mylène Farmer | Moby                                            | Moby                    | 4:24     |  |
| 7.  | «Rayon vert» (con AaRON)                     | AaRON         | AaRON                                           | AaRON                   | 3:45     |  |
| 8.  | «Ode à l'apesanteur»                         | Mylène Farmer | Yoann Lemoine                                   | Woodkid                 | 3:32     |  |
| 9.  | «Que je devienne...»                         | Mylène Farmer | Yoann Lemoine                                   | Woodkid                 | 4:14     |  |
| 10. | «Ne plus renaître»                           | Mylène Farmer | Darius Keeler                                   | Archive, Jérôme Devoise | 6:06     |  |
| 11. | «D'un autre part»                            | Mylène Farmer | Tanguy Destable, Yoann Lemoine                  | Tepr, Woodkid           | 3:12     |  |
| 12. | «Bouteille à la mer»                         | Mylène Farmer | Armen Paul, Dimitri Ehrlich, Moby, Pete Gordeno | Moby, Philip Larsen     | 4:16     |  |
| 13. | «Rayon vert» (con AaRON; versión piano voix) | AaRON         | AaRON                                           | AaRON                   | 3:12     |  |
| 14. | «Invisibles» (Versión piano voix)            | Mylène Farmer | Yoann Lemoine                                   | Woodkid                 | 3:32     |  |

## Posicionamiento
| Listas (2022)               | Mejor posición |
| --------------------------- | -------------- |
| Bélgica (Ultratop valona)   | 1              |
| Bélgica (Ultratop flamenca) | 47             |
| Francia (SNEP)              | 1              |
| Suiza (Schweizer Hitparade) | 1              |